# Paardengraf Ameland
Paardengraf Ameland is een graf voor paarden bij Hollum op Ameland in de Nederlandse provincie Friesland.

## Reddingsactie
Op 14 augustus 1979 kwam de in Hollum gestationeerde reddingboot Mr. Adriaan de Bruine hulp verlenen aan het in nood verkerende Duitse jacht Windspiel 4. Bij het lanceren van de paardenreddingboot in zee gleed de kar in een diepe geul. De acht paarden konden niet tijdig losgekoppeld worden van het onderstel en verdronken. Het was ongeveer vijf voor negen 's avonds. De bemanning van de Windspiel 4 werd gered. De redders waren niet op de hoogte van het drama dat zich bij de lancering had voorgedaan.

## Grafmonument
De paarden zijn aan de oostzijde van het Reddingbootpad in de duinen begraven. Het is geen paardengraf bij een overleden persoon. Een gedenksteen herinnert aan de rampdag. De steen van Zweeds graniet is door de firma Hoogenberg-Wegerif geschonken aan het eiland. Het grafmonument werd op zaterdagmorgen 15 december 1979 geplaatst. Het opschrift aan de voorzijde luidt: 

OP 14 AUGUSTUS 1979
STRANDDE DE WINDSPIEL 4.
BIJ DE LANCERING VAN
DE REDDINGBOOT VERDRONKEN
8 PAARDEN

Bij het grafmonument vindt een jaarlijkse herdenking plaats. In 2019, veertig jaar na de gebeurtenis, werden er bloemen gelegd door burgemeester Gerard van Klaveren en Jan de Vries (namens de Stichting Paardenreddingboot Ameland).

## Paardenreddingboot
Om de traditie in stand te houden werd de paardenreddingboot tot 1988 door nieuwe paarden voortgetrokken. Daarna werd het een toeristische attractie. Stichting Paardenreddingboot Ameland lanceert de paardenreddingboot een aantal keren per jaar. De paardenreddingboot is gestationeerd in het Maritiem Centrum Abraham Fock. Kunstenaar Barbera Hofker-Esser maakte een tegeltableau (36 tegels) van de paardenreddingboot.

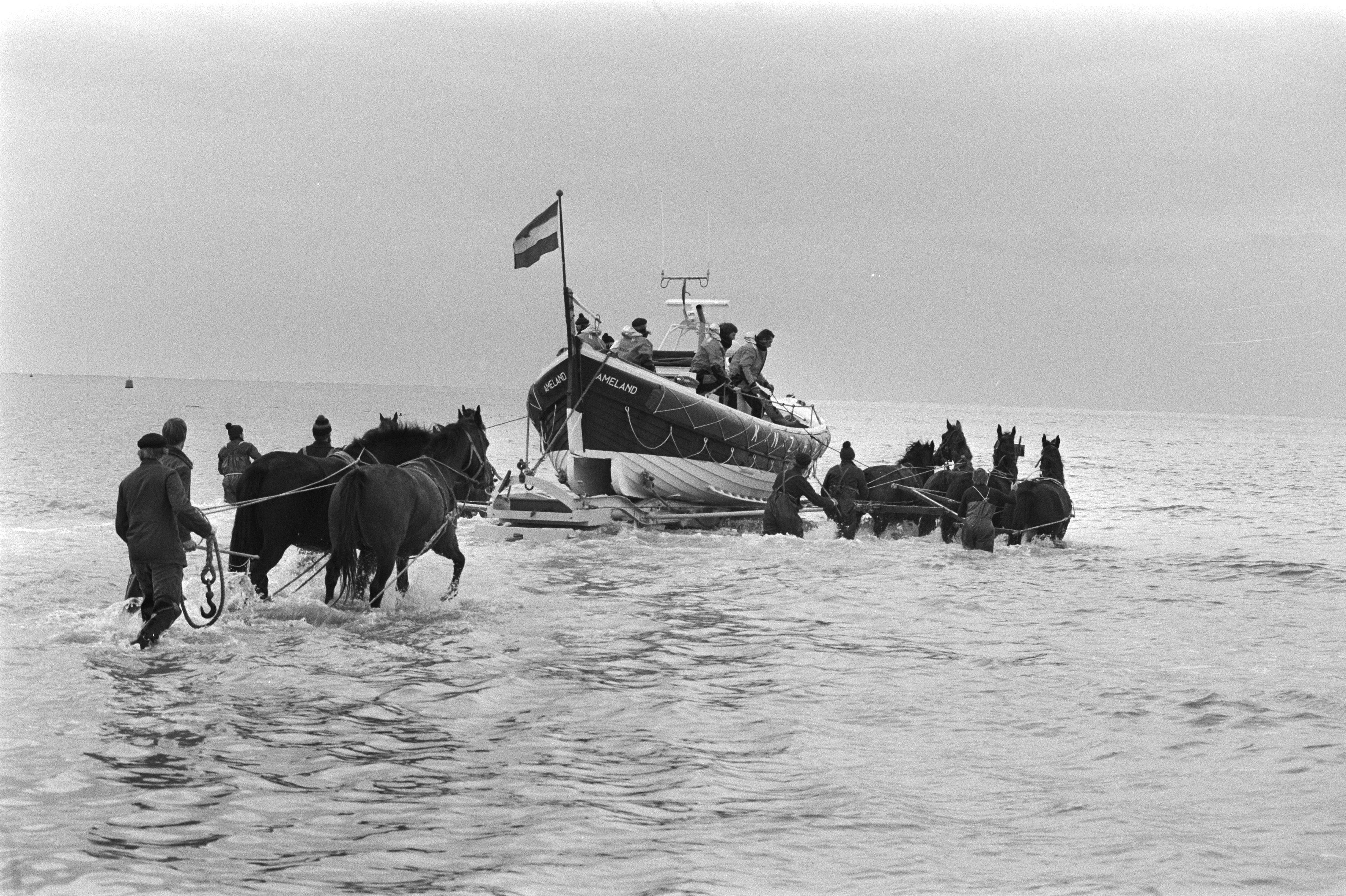
Paardenreddingboot in 1981
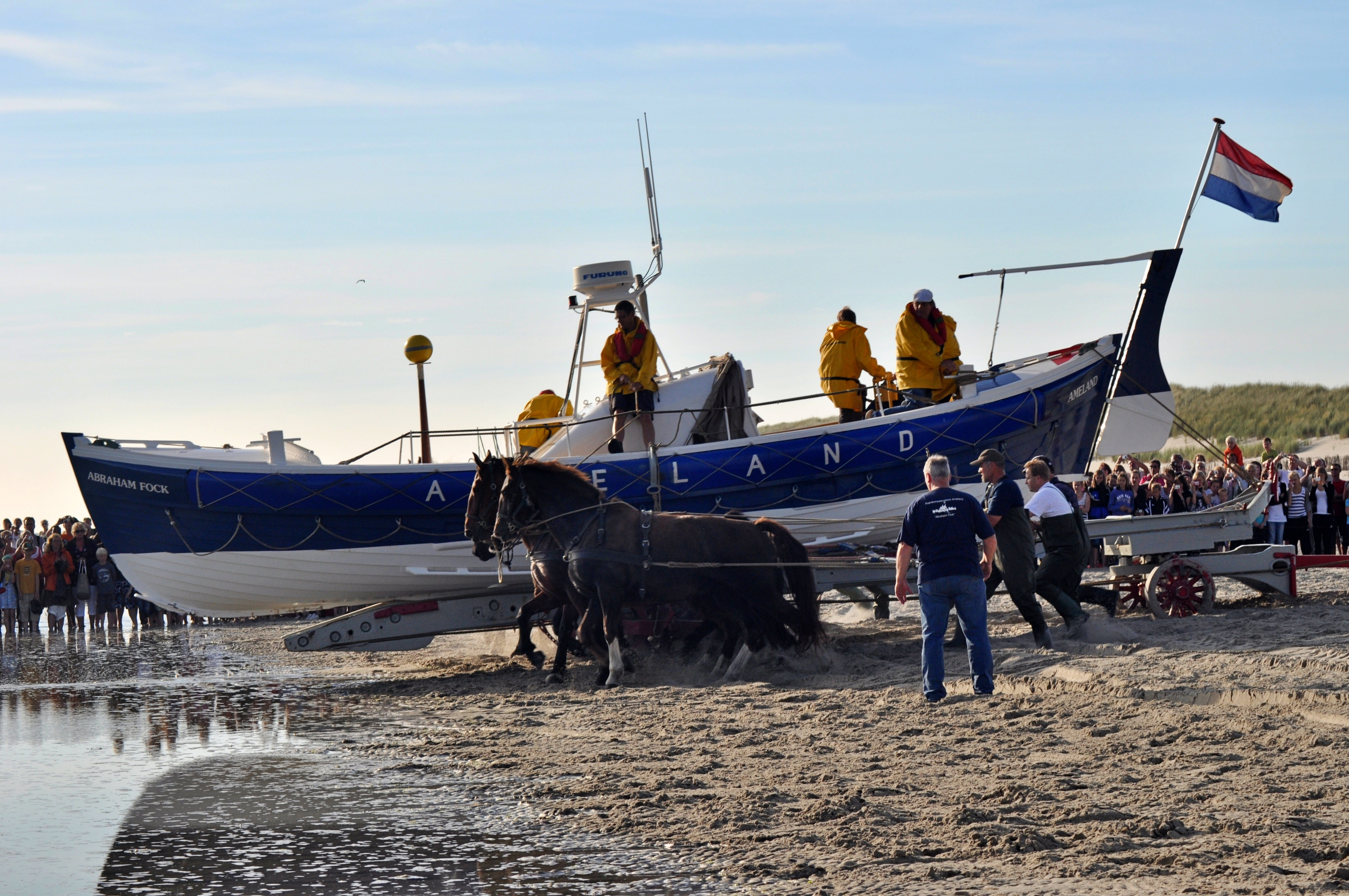
Paardenreddingboot in 2010